# Зайончковский, Станислав
Станислав Францишек Зайончковский (пол. Stanisław Franciszek Zajączkowski; 29 января 1890, Львов — 10 октября 1977, Лодзь, Польша) — польский историк-медиевист, архивист, хабилитированный доктор по истории средней веков (1930); ученик С. Закшевского.

## Из жизнеописания
Учился на юридическом и философском факультетах, также в 1908-1913 годах изучал историю во Львовском университете имени Яна Казимира. Участвовал в Первой мировой войне, во время которой попал в русский плен.
Вернулся домой, в 1921 году получил степень доктора истории (иные данные — философии). В 1921-32 гг. работал в Государственном архиве Львова (1927-28 стажировался в Практической школе высших исследований в Париже). В 1926-26  ассистент, от 1926 — преподаватель Львовского университета.
В г. Вильно (ныне Вильнюс): 1931-32 годы — приват-доцент, 1932-37 — чрезвычайный, от 1937 года — обычный профессор, в 1937-38 — декан гуманистического выдела (отдела), в 1938-39 годах — проректор Университета им. С. Батория; 1940-45 — сотрудник Государственного архива города.
С 1945 года работал в университете Лодзи: заведующий кафедрой истории средневековой Польши, декан гуманитарного (1946-48) и философско-исторических (1956-60) факультетов. Исследовал историю средневековых Литвы и Польши, их взаимоотношения с крестоносцами, отдельные вопросы истории Львова, в частности описал архив и историю Львовской католической капитулы, где сохранились древние документы по истории города.
Автор трудов:
- Archiwum Kapituły Łacińskiej we Lwowie, 1923;
- Z dziejów Katedry lwowskiej, 1924;
- Studia nad dziejami Żmudzi XII wieku, 1925;
- Polska a Zakon Krzyżacki w ostatnich latach Władysława Łokietka, 1929;
- Dzieje Litwy pogańskiej do 1386 r., 1930;
- Zarys dziejów Zakonu krzyżackiego w Prusach. — Toruń, 1934.

Отец медиевиста Станислава Мариана Зайончковского (пол. Stanisław Marian Zajączkowski).